# 2015-ös spanyol labdarúgókupa-döntő
A Copa del Rey 2014–15-ös kiírása volt a spanyol labdarúgókupa. A kupa döntő 2015 május 30-án volt.
A Barcelona 3–1-re győzött a 
Athletic Bilbao csapata ellen és ezzel megszerezte a 27. címét.

## Út a döntőig
| Athletic Bilbao | Athletic Bilbao | Athletic Bilbao       | Forduló                    | Barcelona       | Barcelona | Barcelona             |
| --------------- | --------------- | --------------------- | -------------------------- | --------------- | --------- | --------------------- |
| Ellenfél        | Eredmény        | Mérkőzések            |                            | Ellenfél        | Eredmény  | Mérkőzések            |
| Alcoyano        | 2–1             | 1–1 vendég; 1–0 hazai | A legjobb 16 közé jutásért | Huesca          | 12–1      | 4–0 vendég; 8–1 hazai |
| Celta de Vigo   | 4–4             | 4–2 vendég; 0–2 hazai | Nyolcaddöntő               | Elche           | 9–0       | 5–0 hazai; 4–0 vendég |
| Málaga          | 1–0             | 0–0 vendég; 1–0 hazai | Negyeddöntő                | Atlético Madrid | 4–2       | 1–0 hazai; 3–2 vendég |
| Espanyol        | 3–1             | 1–1 hazai; 2–0 vendég | Elődöntő                   | Villarreal      | 6–2       | 3–1 hazai; 3–1 vendég |

### Athletic Bilbao

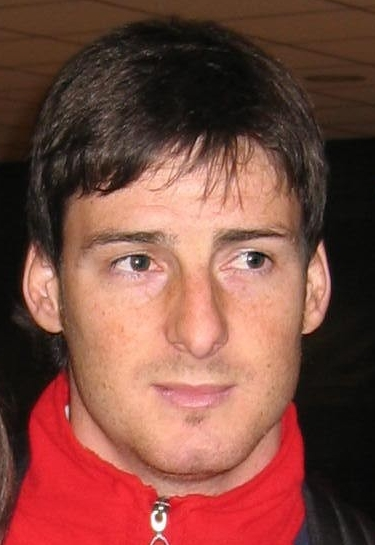
Aritz Aduriz 5 gólig jutott az Athletic Bilbao színeiben

Az Athletic Bilbao (La Liga) a 32 között az Alcoyano (Segunda División B) csapatával találkozott. Az első mérkőzésen idegenben, Estadio El Collao stadionjában került sor, 2014. december 2-án, az 1–1-es döntetlen Francis szerzett vezetést az Alcoyanonak, de Borja Viguera kiegyenlített a rendes játékidő utolsó percében.
A 16 között a Celta Vigo csapatával csapott össze. Az első mérkőzésen vendégként egy 4–2-es győzelmet aratott. 2015. január 6-án Galicia, Balaídos stadionban. Egy védő Mikel San José fejesével vezetést szereztek az 5 percben a baszkok, Álex López góljával egyenlített a Celta hat perccel később. Aritz Aduriz góljával vezettek a baszkok félidőben. Charles góljával ismét egyenlőre állt a találkozó, de Markel Susaeta és Aduriz tizenegyes góljával segítette győzelemre Athletic-et. A második mérkőzésen a Celta 2–0-ra győzött,  Xabier Etxeita öngóljával és Fabián Orellana góljával hozzájárulásával, de az idegenbeli több rúgott góljával az Athletic jutott tovább.
Negyeddöntő első mérkőzésén január 21-én gólnélküli döntetlen La Rosaleda Stadium-ban Málaga csapata ellen, de nyolc nappal később a második mérkőzésen Aduriz a második félidő harmadik percében lőtt góljával jutottak az elődöntőbe. Az elődöntőben az Espanyol a hazai 1–1-re végződött,
Aduriz góljával a Bilbao szerzett vezetést, Víctor Sánchez egyenlített 10 perccel az első félidő vége előtt Március 4-én az  Bilbao utazott a mérkőzésre a  RCDE Stadium-ba 2–0-t ért el, az első félidőben Aduriz és Xabier Etxeita góljával.

### Barcelona

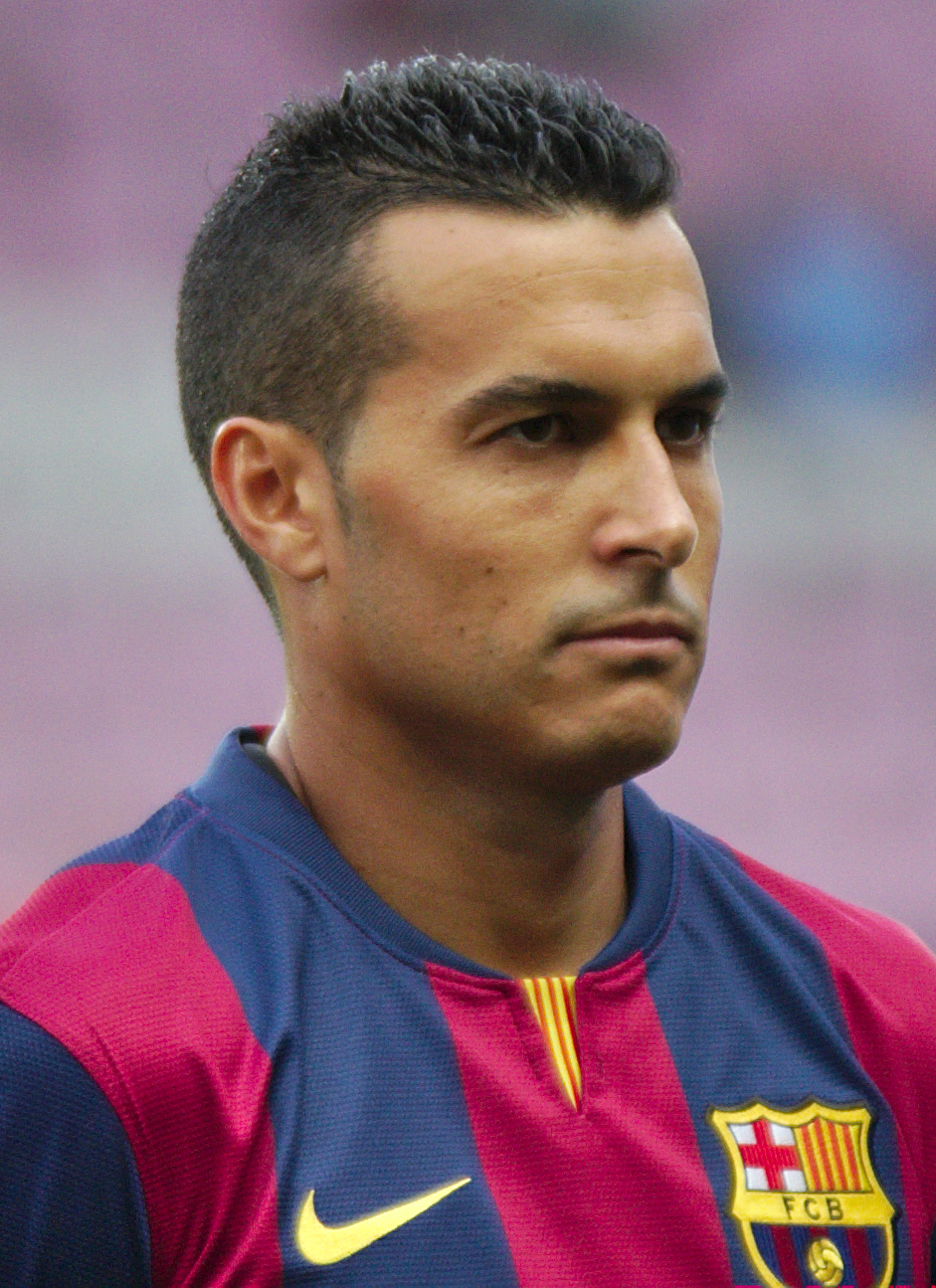
Pedro mesterhármast lőtt a Barcelona 8–1-es győzelmén Huesca ellen a 32 között

32 között a Segunda División B csapattal a Huesca találkozott. Az első mérkőzésen 2014. december 3-án Aragónia tartományában a Estadio El Alcoraz stadionban,  a Barcelona 4–0-ra győzött, Ivan Rakitić, Andrés Iniesta, Pedro és Rafinha góljával. Nagy előnnyel
a Barcelona 8–1-re, de 12–1-es összesítettel jutott tovább. Pedro mesterhármasával, Sergi Roberto és Andrés Iniesta 1–1 találatával már 5–0-ra vezettek félidőben, Adriano míg a cserék Adama Traoré és Sandro Ramírez hozzáadott góljaikkal a második félidőben, Carlos David szerzett késői vigaszt a nézőknek.
16 között a Barcelona az Elche csapat csapott össze, 9–0-s összesítettel jutott tovább. Az első mérkőzésen 2015. január 8-án a Camp Nou-ban és 5–0-ra győzött, Neymar duplázott Lionel Messi tizenegyes góljával, Luis Suárez és Jordi Alba egy–egy góljával Egy héttel később Estadio Manuel Martínez Valero stadionjában, a Barcelona legyőzte a Valenciai klubot 4–0-ra, kezdésként szabadrúgás góljával egy védő Jérémy Mathieu majd egy távoli lövésből lőtt góllal Roberto tovább növelte az előnyt, Pedro tizenegyesből, hosszabbításban pedig Adriano talált be.

## A mérkőzés
| 2015. május 30 |

| Athletic Club | 1 – 3       | Barcelona            |
| ------------- | ----------- | -------------------- |
| Williams 79'  | Jegyzőkönyv | Messi 20' Neymar 36' |

| Camp Nou, Barcelona Nézőszám: 99 354 Játékvezető: Carlos Velasco Carballo |

| Athletic Bilbao | Barcelona |

| GK               | 13 | Iago Herrerín    |     |     |
| RB               | 12 | Unai Bustinza    |     |     |
| CB               | 16 | Xabier Etxeita   |     |     |
| CB               | 4  | Aymeric Laporte  |     |     |
| LB               | 24 | Mikel Balenziaga | 58' |     |
| CM               | 6  | Mikel San José   |     |     |
| CM               | 7  | Beñat Etxebarria |     | 75' |
| RW               | 15 | Andoni Iraola    | 43' | 58' |
| AM               | 17 | Mikel Rico       |     | 74' |
| LW               | 30 | Iñaki Williams   | 67' |     |
| CF               | 20 | Aritz Aduriz     |     |     |
| Cserék:          |    |                  |     |     |
| GK               | 1  | Gorka Iraizoz    |     |     |
| MF               | 8  | Ander Iturraspe  | 87' | 74' |
| FW               | 9  | Kike Sola        |     |     |
| MF               | 11 | Ibai             |     | 75' |
| MF               | 14 | Markel Susaeta   |     | 58' |
| DF               | 18 | Carlos Gurpegui  |     |     |
| MF               | 23 | Ager Aketxe      |     |     |
| Vezető edző:     |    |                  |     |     |
| Ernesto Valverde |    |                  |     |     |

| GK           | 1  | Marc-André ter Stegen |     |     |
| RB           | 22 | Dani Alves            |     |     |
| CB           | 3  | Gerard Piqué          | 42' |     |
| CB           | 14 | Javier Mascherano     |     |     |
| LB           | 18 | Jordi Alba            |     | 77' |
| CM           | 4  | Ivan Rakitić          |     |     |
| CM           | 5  | Sergio Busquets       | 90' |     |
| CM           | 8  | Andrés Iniesta        |     | 56' |
| RW           | 10 | Lionel Messi          |     |     |
| CF           | 9  | Luis Suárez           |     | 78' |
| LW           | 11 | Neymar                | 88' |     |
| Cserék:      |    |                       |     |     |
| GK           | 13 | Claudio Bravo         |     |     |
| MF           | 6  | Xavi                  |     | 56' |
| FW           | 7  | Pedro                 |     | 78' |
| MF           | 12 | Rafinha               |     |     |
| DF           | 15 | Marc Bartra           |     |     |
| DF           | 21 | Adriano               |     |     |
| DF           | 24 | Jérémy Mathieu        |     | 77' |
| Vezető edző: |    |                       |     |     |
| Luis Enrique |    |                       |     |     |

### A mérkőzés után

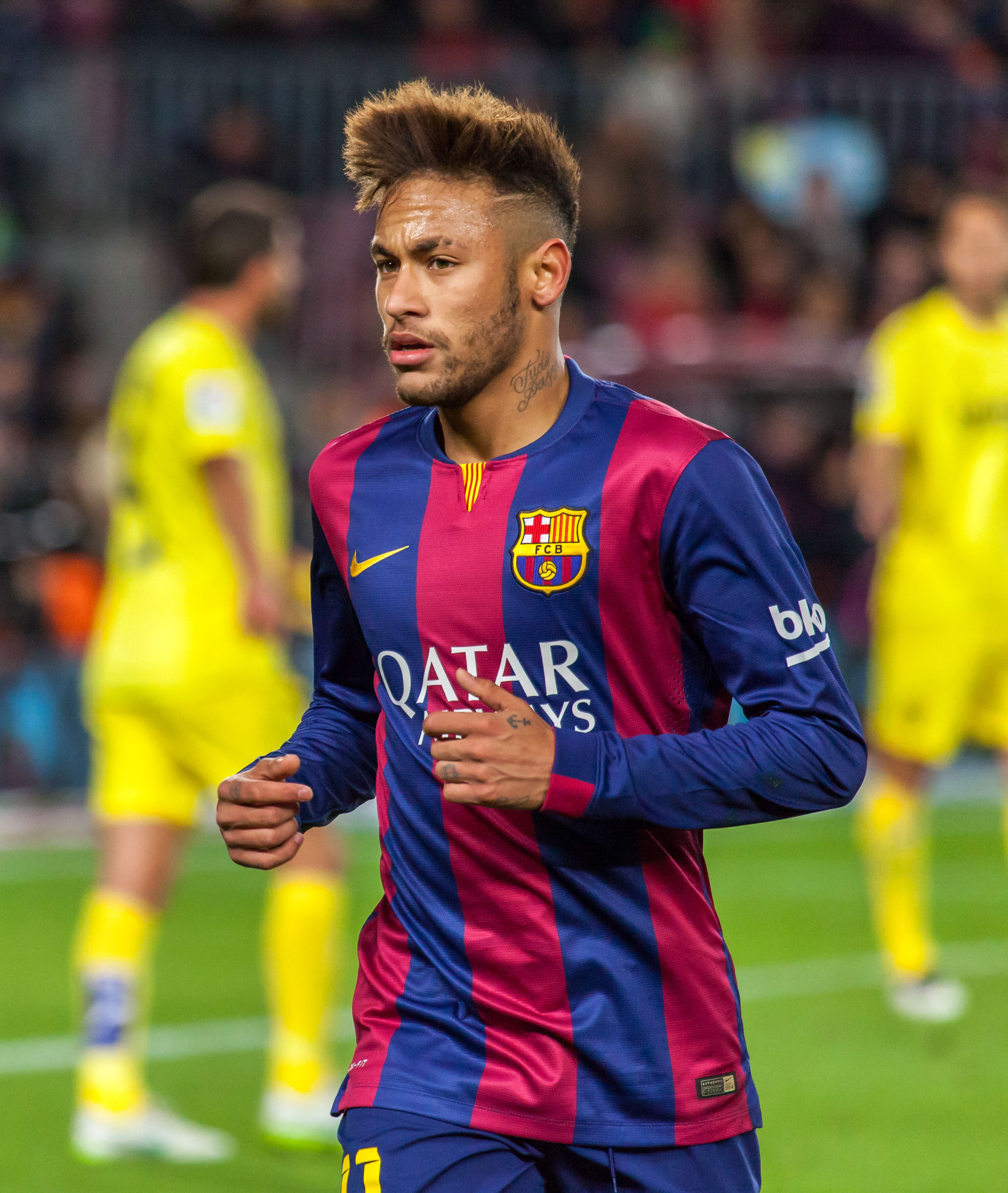
A Barcelona balszélső csatára Neymar játékát sokan kritizálták

Beszéd tárgya lett Neymar trükkös mozdulatai a labdával és a Barcelona győzelme jogosságát méltatták. Ellenfele Iraola Neymar játékát sportszerűtlenek mondta, ugyanakkor a Barcelona vezető edzője Luis Enrique elmondta Neymar megmozdulása gyakoriak hazájába Brazíliában, sőt elfogadtak, míg Spanyolországban nem és ezen változtatni kellene. Azonban Neymar maga nem kért bocsánatot, azt mondta: – a jövőben ugyanúgy meg fogom lépni.

## Fordítás
Ez a szócikk részben vagy egészben  a(z)   2015 Copa del Rey Final című angol Wikipédia-szócikk fordításán alapul.  Az eredeti cikk szerkesztőit annak laptörténete sorolja fel. Ez a jelzés csupán a megfogalmazás eredetét és a szerzői jogokat jelzi, nem szolgál a cikkben szereplő információk forrásmegjelöléseként.